# دهستان دانگچو
دهستان دانگچو (به لاتین: Dangchu Gewog) یک دهستان در کشور بوتان است که در ناحیهٔ وانگدودودرنگ واقع شده‌است.